# دیوید جمالی
دیوید جمالی (انگلیسی: David Jemmali؛ زادهٔ ۱۳ دسامبر ۱۹۷۴) یک بازیکن فوتبال اهل تونس است.
وی همچنین در تیم ملی فوتبال تونس بازی کرده است.